# Danzas eslavas

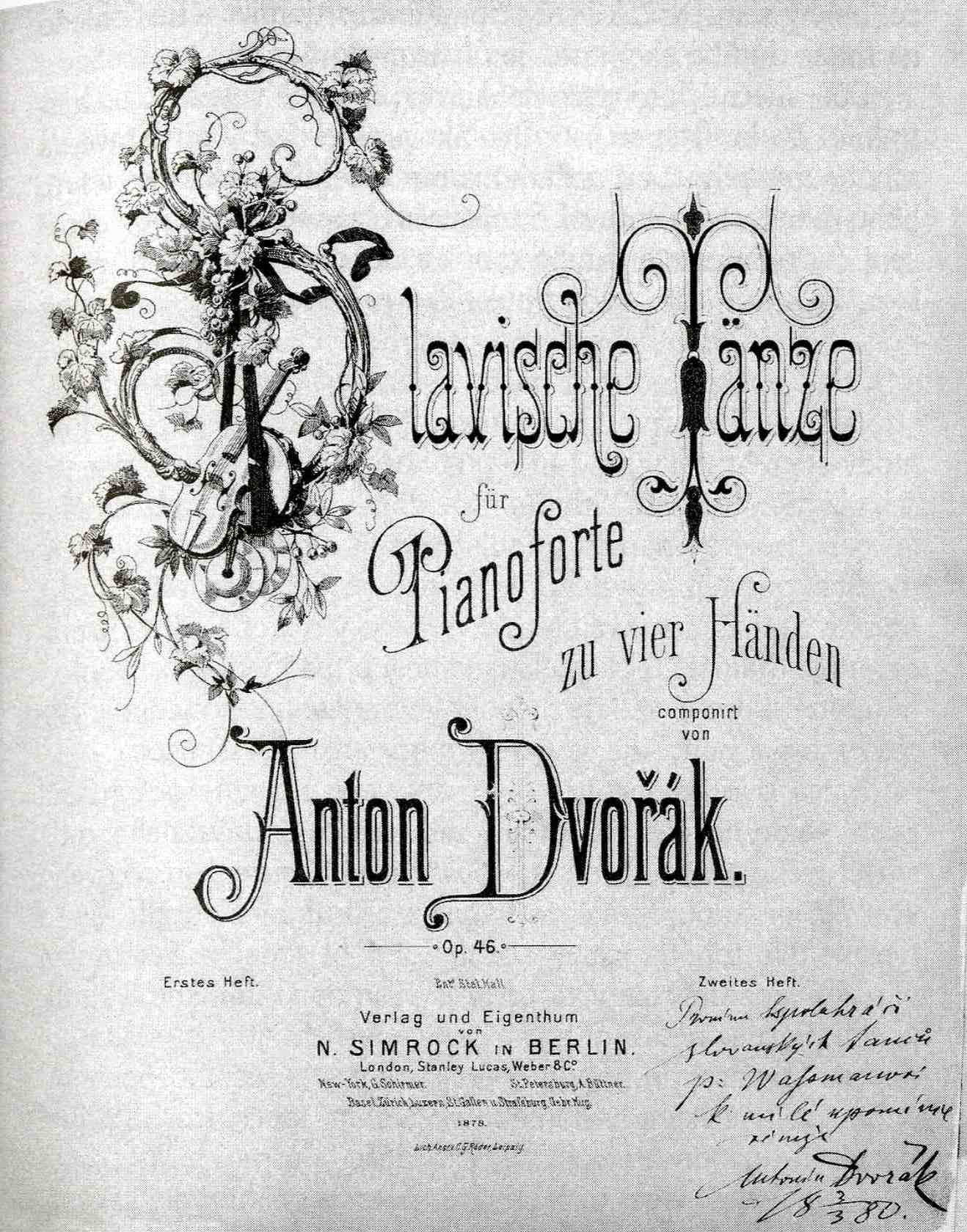
The title page of the first series of Slavonic Dances with Dvořák's dedication to mr. Wassman.

Las Danzas Eslavas son una serie de 16 obras para orquesta compuesta por Antonín Dvořák en 1878 y 1886 y publicada en dos grupos: Opus 46 y Opus 72.
Originalmente escritas para piano a cuatro manos, las Danzas Eslavas fueron inspiradas por las danzas húngaras de Johannes Brahms. Se compusieron a petición de la editorial de Dvořák. Las piezas, animadas y abiertamente nacionalistas, fueron bien recibidas en el momento y hoy se encuentran entre las obras más memorables del compositor, a veces apareciendo en la cultura popular.

## La composición
Antes de la publicación de las Danzas Eslavas, op 46, Dvořák fue un compositor relativamente desconocido. Debido a ello, solicitó la beca del Premio de la Música del Estado austríaco, a fin de financiar su trabajo de composición. Después de ganar el premio 3 veces en 4 años (1874, 1876 y 1877), Johannes Brahms, como uno de los miembros de la comisión competente para la concesión de la beca, le presentó a Dvořák a su propio editor, Fritz Simrock. La primera obra de Dvořák publicada por Simrock fueron las Moravian duets, que alcanzaron el éxito. Alentado, Simrock pidió al compositor escribir algo con una danza de características semejantes.
No seguro de cómo empezar, Dvořák utilizó las danzas húngaras de Brahms como un modelo - pero solo como un modelo, hay una serie de diferencias importantes entre las dos obras. Por ejemplo, mientras que Brahms hizo uso de melodías populares de Hungría, Dvořák sólo hizo uso de los ritmos característicos de la música popular eslava: las melodías son enteramente suyas. Simrock quedó inmediatamente impresionado por la música de Dvořák (originalmente para piano a cuatro manos), y pidió al compositor una versión orquestal. Ambas versiones fueron publicadas en el mismo año, y rápidamente se estableció la reputación internacional de Dvořák. El enorme éxito de las danzas del Opus 46 llevó a Simrock a solicitar otro grupo de Danzas Eslavas en 1886. La siguiente serie de Danzas eslavas, la opus 72, tuvo una recepción mundial similar.

## La música
Los tipos de bailes en los que basa su música de Dvořák incluyen la Furiant, el dumka, la polka, el sousedská, el skočná, la mazurca, el odzemek, la spacirka, el kolo y la polonesa. Un espectáculo completo de cada obra suele durar aproximadamente 40 minutos.

### Opus 46
- N º 1 en Do mayor (Furiant)
- N º 2 en Mi menor (Dumka)
- N º 4 en Fa mayor (Sousedská)
- N º 5 en La mayor (Skočná)
- N º 6 en Re mayor (Sousedská)
- N º 7 en Do menor (Skočná)
- N º 8 en Sol menor

### Opus 72
Las danzas de esta obra son, a veces, numerados por separado de la primera y otras veces como números del 9 al 16. La mayoría de las ediciones dan ambos números.
- N º 1 (9) en si bemol mayor (Odzemek)
- N º 2 (10) en Mi menor (Starodávny - “antiguo”)
- N º 3 (11) en fa mayor (Skočná)
- N º 4 (12) en Re bemol mayor (Dumka)
- N º 5 (13) en Si bemol menor (Špacírka)
- N º 6 (14) en si bemol mayor (Starodávný)
- N º 7 (15) en Do mayor (Kolo)
- N º 8 (16) en La bemol mayor (Sousedská)

## Orquestación
La orquestación de las Danzas Eslavas, con ligeras variaciones para cada número, es la siguiente:
, Viento de madera s:
Flautín
2 flauta s
2 Oboe s
2 clarinete s
2 Fagot s
, Viento:
4 Trompa (instrumento)
2 trompeta s
3 Trombón s
, Percusión:
Timpani
Platillos s
Bombo s
Triángulo
, Cuerda:
1 ª, 2 violín s
Viola s
Violoncello s
Contrabajo s